# 共产党武汉支部
共产党武汉支部，又称武汉共产党支部、武汉共产主义小组，是1920年在武昌成立的中国共产党早期组织之一。
1919年2月，董必武在上海结识李汉俊，向马克思主义者转变。董必武回到武汉后，创办私立武汉中学，聘请陈潭秋为英语教员，以此为据点宣传共产主义思想。1920年6月，上海共产主义小组成立，其成员陈独秀、李汉俊推动了武汉共产主义小组的成立。李汉俊写信给董必武、张国恩，要他们在武汉筹建共产党的组织。除董必武、陈潭秋等人商谈建立党组织外，陈独秀亦委派刘伯垂从上海抵达武汉。他与董必武、陈潭秋、包惠僧、张国恩、郑凯卿等人多次商议，取得共识。
1920年8月，在武昌抚院街97号（今民主路97号）董必武、张国恩的寓所，刘伯垂、董必武、包惠僧、陈潭秋、张国恩、郑凯卿、赵子健7人召开会议，正式成立武汉共产主义小组。会议讨论党组织的生活制度，选举包惠僧为支部书记，陈潭秋分管组织工作，张国恩管理财务。租用武昌多公祠5号（今武汉市三医院所在，建筑已不存）作为党小组的机关，同时，以“刘芬（即刘伯垂）律师事务所”的名义为掩护。
1921年7月，董必武、陈潭秋代表武汉共产主义小组，与包惠僧一同参加了中国共产党第一次全国代表大会。中国共产党正式成立后，董必武和陈潭秋返回武汉，建立了武汉地方委员会，是为中国共产党在湖北的正式组织。